# Iveta Mikešová
Iveta Mikešová (24. října 1957 Olomouc – 25. listopadu 2021 Olomouc) byla česká překladatelka polské literatury.

## Životopis
V letech 1976–1981 vystudovala polonistiku a rusistiku se specializací překladatelství na Filozofické fakultě Univerzity Palackého v Olomouci. V letech 1995–1997 byla redaktorkou v nakladatelství Votobia v Olomouci. Překládala polskou prózu a poezii, popularizovala díla autorů jako Czesław Miłosz, Bolesław Leśmian, Bruno Schulz a Olga Tokarczuk.
Byla spojena se středoevropskou literární Cenou Václava Buriana, pro kterou překládala básně nominovaných básníků z Polska, mj. Jerzyho Jarniewicze, Julie Fiedorczuk, Tomasze Różyckého, Jarosława Mikołajewského, Macieje Roberta a Krzysztofa Siwczyka.

## Ocenění
- 2006: tvůrčí odměna v rámci Ceny Josefa Jungmanna za překlad knihy Magdaleny Tulli Soukolí (Tryby)
- 2015: Cena Josefa Jungmanna za překlad knihy Joanny Bator Pískový vrch (Piaskowa Góra)
- 2016: Magnesia Litera 2016 za překlad knihy Joanny Bator Pískový vrch (Piaskowa Góra)

## Překlady (výběr)
- Joanna Bator Pískový vrch (2015)
- Leszek Engelking A jiné básně a jiné básně (1998)
- Leszek Engelking Vladimir Nabokov - podivuhodný podvodník (1997)
- Leonard Górka Svatí Cyril a Metoděj (2007)
- Bolesław Leśmian Druhá smrt (1995)
- Tadeusz Miciński Nedokonaný: básně v próze (2000)
- Czesław Miłosz Mapa času (1990)
- Krzysztof Siwczyk Na protnutí artérií (s J. Faberem, 2022)
- Bruno Schulz Republika snů (1988)
- Olga Tokarczuk Hra na spoustu bubínků (2005)
- Magdalena Tulli Soukolí (2006)
- Stanisław Ignacy Witkiewicz Hry II (2002)
- Karol Wojtyła Prameny a ruce: básně a poetické meditace (s V. Burianem, 1995)